# Mlangsen
Mlangsen is een bestuurslaag in het regentschap Blora van de provincie Midden-Java, Indonesië. Mlangsen telt 5262 inwoners (volkstelling 2010).